# コロンビア・イーグル号事件
コロンビア・イーグル号事件は、1970年3月にアメリカ合衆国船籍の商船コロンビア・イーグル号（SS Columbia Eagle）で起こった反乱を発端とする事件である。爆弾とピストルで武装した2人の船員が船を制圧し、船長にカンボジアへと向かうよう強要した。当時、コロンビア・イーグル号は軍事海上輸送局（MSTS）との契約に基づき、ベトナムで戦うアメリカ空軍向けのナパーム弾輸送に従事しており、本来の目的地はタイ王国サッタヒープ郡であった。反乱の最中、乗組員のうち24人はタイランド湾にて2隻の救命ボートに分乗して下船するよう命じられ、残りの乗組員はカンボジアのシアヌークビルへの航海のために残された。反乱を起こした2人はカンボジア政府に政治亡命を申請し、当初これが認められたものの、後に逮捕された。コロンビア・イーグル号は1970年4月にアメリカの当局管理下に戻された。近現代史におけるアメリカの船舶で発生した唯一の反乱と言われている。